# Hana Meličková
Hana Meličková (ur. 27 stycznia 1900 w Martinie, zm. 7 stycznia 1978 w Bratysławie) – słowacka aktorka teatralna i filmowa, pedagog, współzałożycielka słowackiego teatru zawodowego.

## Życiorys
Hana była córką nauczyciela i kompozytora Jana Melički. Początkowo studiowała muzykę w praskim konserwatorium (1919–1923), a później uczyła się aktorstwa. Od 1923 do 1926 pracowała jako nauczycielka w szkole muzycznej w Martinie. Od 1926 do 1976 była członkiem Słowackiego Teatru Narodowego w Bratysławie. Jej pierwszą rolą była tytułowa Salome w sztuce Oscara Wilde’a. W Słowackim Teatrze Narodowym zagrała prawie dwieście ról.
W 1961 roku rząd Czechosłowackiej Republiki Socjalistycznej nadał jej honorowy tytuł artysty narodowego.

## Życie prywatne
Hana Meličková poślubiła słowackiego historyka Daniela Rapanta, z którym miała dwie córki: Helenę i Danielę.

## Role
- 1950: Kozie mlieko
- 1957: Zemianska česť
- 1958: Statočný zlodej
- 1960: Jerguš Lapin
- 1962: Msza o północy, tyt. oryginalny Polnočná omša
- 1967: Rok na dedine
- 1970: Ženský zákon
- 1972: Adam Szangala[3]